# Pavamana-Mantra
Das Pavamana-Mantra (पवमान मन्त्र – pavamāna mantra) ist ein altes indisches Mantra, das in der Brihadaranyaka-Upanishad erscheint.

## Etymologie

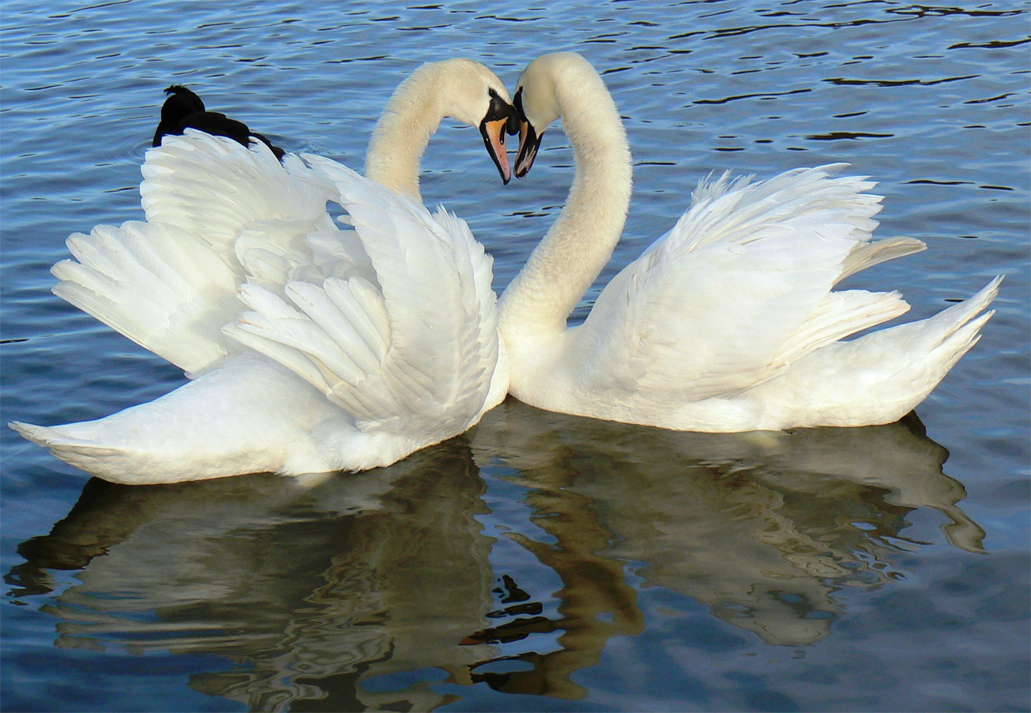
Der Schwan (Haṃsa – हंस) ist ein Symbol für Brahman-Atman in der hinduistischen Ikonographie

Das zusammengesetzte Sanskritwort  pavamāna (पवमान) bedeutet gereinigt oder abgeseiht und bezieht sich auf die Herstellung des Somatranks. Das männliche Substantiv pava (पव) ist die Reinigung, es kann aber auch den Wind bezeichnen. Es leitet sich ab vom Verb pū (पू – reinigen). Das maskuline Substantiv māna (मान) hat viele Bedeutungen, hier dürfte jedoch Präparat, Gebräu angebracht sein. Pavamāna ist somit ein gereinigtes Präparat.
Das maskuline Substantiv Mantra (मन्त्र – Spruch, Lied, Hymne) bezeichnet eine heilige Silbe, ein heiliges Wort oder einen heiligen Vers. Das Sanskritwort mantra vereint im etymologischen Sinne die beiden Wortwurzeln manas (मनस् – Geist) und trama (त्रम – Schutz, schützen), sodass die wörtliche Bedeutung Geistesschutz bzw. Schutz des Geistes, aber auch Instrument des Geistes/Denkens gemeint sein kann.

## Verwendung
Das Pavamana-Mantra wurde ursprünglich während der Eingangslobpreisung des Somaopfers rezitiert – gewöhnlich vom Auftraggeber der Zeremonie.

## Inhalt
„असतो मा सद्गमय । तमसो मा ज्योतिर्गमय । मृत्योर्माऽमृतं गमय ॥“

„asato mā sadgamaya, tamaso mā jyotirgamaya, mṛtyormā'mṛtaṃ gamaya.“

„ Führe uns vom Irrealen zur Wirklichkeit. Führe uns von der Dunkelheit zum Licht. Führe uns vom Tod zur Unsterblichkeit.“

Bei manchen – vor allen Dingen modernen – Versionen des Mantras wird noch ॐ (oṃ) vorgesetzt und am Ende als vierte Zeile ॐ शान्तिः शान्तिः शान्तिः (oṃ śāntiḥ śāntiḥ śāntiḥ – Om Frieden, Frieden, Frieden) hinzugefügt. Das Pavamana-Mantra stellt hierdurch auch gleichzeitig eines der Shanti-Mantras dar. Dieser stilistische Zusatz am Ende einer Rezitation findet sich jedoch noch nicht im Vers 1.3.28 der Brihadaranyaka-Upanishad.

## Bedeutung

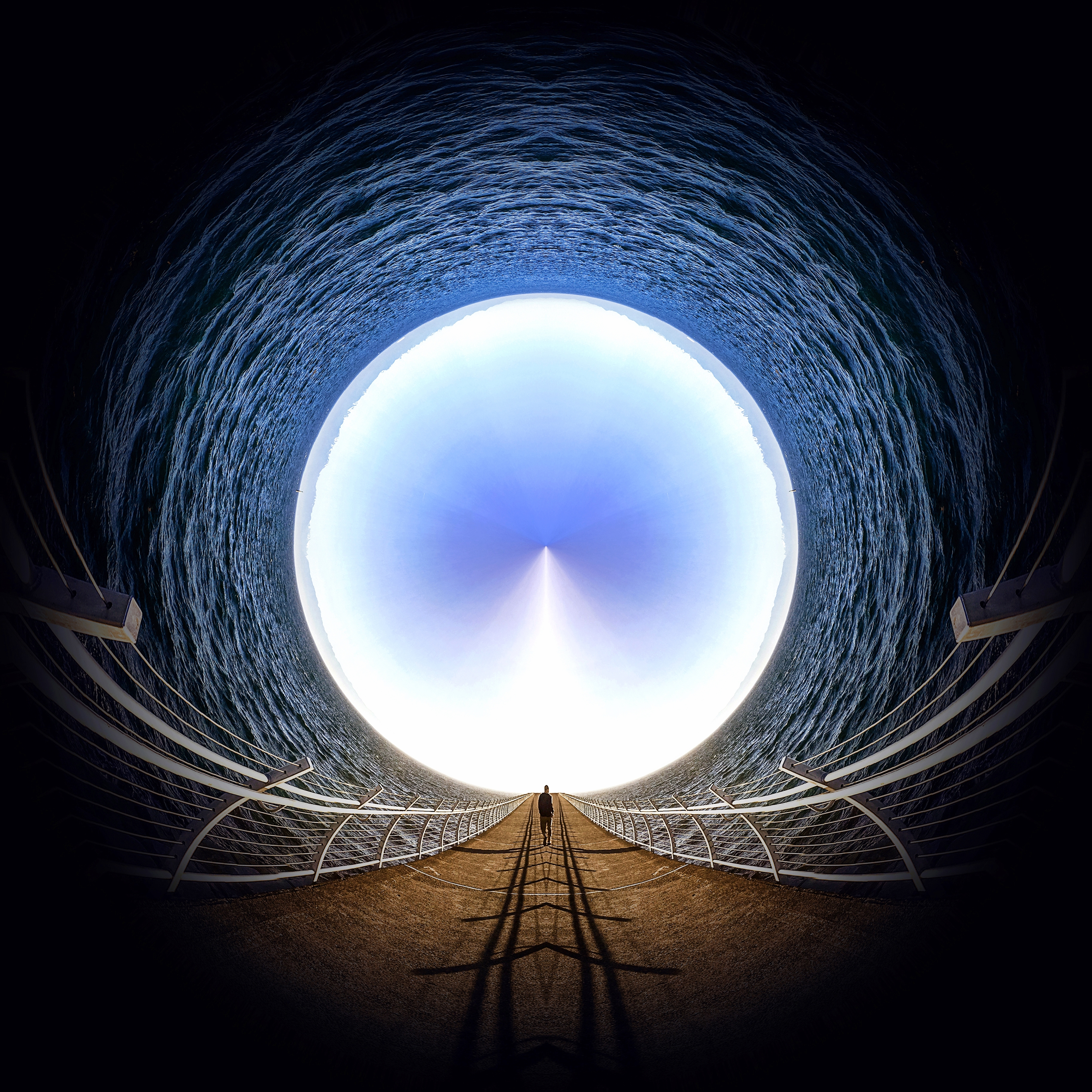

Zusammengefasst ergibt sich folgende Auslegung des dreigeteilten Pavamana-Mantras:

„Bitten wir darum, dass uns unser Lebensweg weg von Falschem und Unechtem hin zur Wahrheit führen möge – heraus aus der das Selbst verschleiernden Finsternis der Unwissenheit (Avidyā) hin zum erleuchteten, lichtdurchfluteten Selbst. Nur dann vergehen wir nicht mit unserem physischen Tod, sondern werden durch die Art, wie wir durch dieses Leben gegangen sind, unsterblich.“

Wir werden unsterblich, wenn unser Leben der Wahrheit folgt und sich ausgehend von der über das Selbst gestülpten Finsternis zur Weisheit entwickelt. Wir werden sodann mit jedem Sonnenaufgang in neuem Licht wiedergeboren werden.

## Sanskritwortschatz
Zum besseren Verständnis sei hier ein Sanskritwortschatz beigefügt:
- asataḥ (असतः – Falschheit, Übel) ist der Ablativ von asat (= a + sat) oder dem Gegenteil von Sat (सत्). Die Form asato ist ein Sandhi von asataḥ.
- mā (मा – mich) ist der Akkusativ Singular von aham (अहम् – ich)
- sat ist in diesem Fall der Akkusativ von sat (Wahrheit). Wird wegen dem Sandhi zu sad.
- gamaya ( गमय – gehe, leite, führe) ist der Imperativ des Verbs gam (गम् – gehen).

Somit: Vom Falschen mich zum Wahren führe !
- tamasaḥ (तमसः – Dunkelheit, Finsternis) ist der Ablativ vom Neutrum tamas (तमस्). Wird zu tamaso wegen dem Sandhi.
- jyotiḥ (ज्योतिः – Licht, Helligkeit) ist der Akkusativ von jyotis (ज्योतिस्). Wird wegen dem Sandhi zu jyotir.

Somit: Von der Finsternis  mich zum Licht führe !
- mṛtyoḥ  (मृत्योः – Tod) ist der Ablativ des männlichen Substantivs mṛtyu (मृत्यु). Wird zu mṛtyor wegen dem Sandhi.
- amṛtaṃ (अमृतम् – Unsterblichkeit) ist der Akkusativ von  amṛta (अमृत). Wird wegen Vokalauslassung zu  'mṛtaṃ.

Somit: Vom Tod mich zur Unsterblichkeit führe !

## Interpretationen
Das Sanskritwort sat mit der Bedeutung Wahrheit, Existierendes, Realität hat mehrere religiöse Nuancen, darunter neben Wahrhaftigkeit auch das Absolute oder Brahman. In der unmittelbar auf das Mantra anschließenden Passage in der Brihadaranyaka-Upanishad wird ganz explizit Irreales und Dunkelheit mit dem Tod und Reales und Licht mit der Unsterblichkeit assoziiert. Impliziert wird hierbei, dass alle drei Teile des Mantras dieselbe Botschaft enthalten – mache mich unsterblich.
Swami Krishnananda lieferte 1977 folgende Interpretation des Pavamana-Mantras:

„Vom Nichtexistierenden, vom Unwirklichen, vom Scheinbaren führe mich ans andere Ufer – hin zum Bestehenden, zum Realen, zum Numen.“

Gemäß seiner Interpretation, die der Philosophie des Vedanta folgt, wird die materielle Welt als unwirklich, finster und tot abgelehnt und stattdessen das Konzept einer transzendentalen Wirklichkeit beschwört.

## Kulturelles

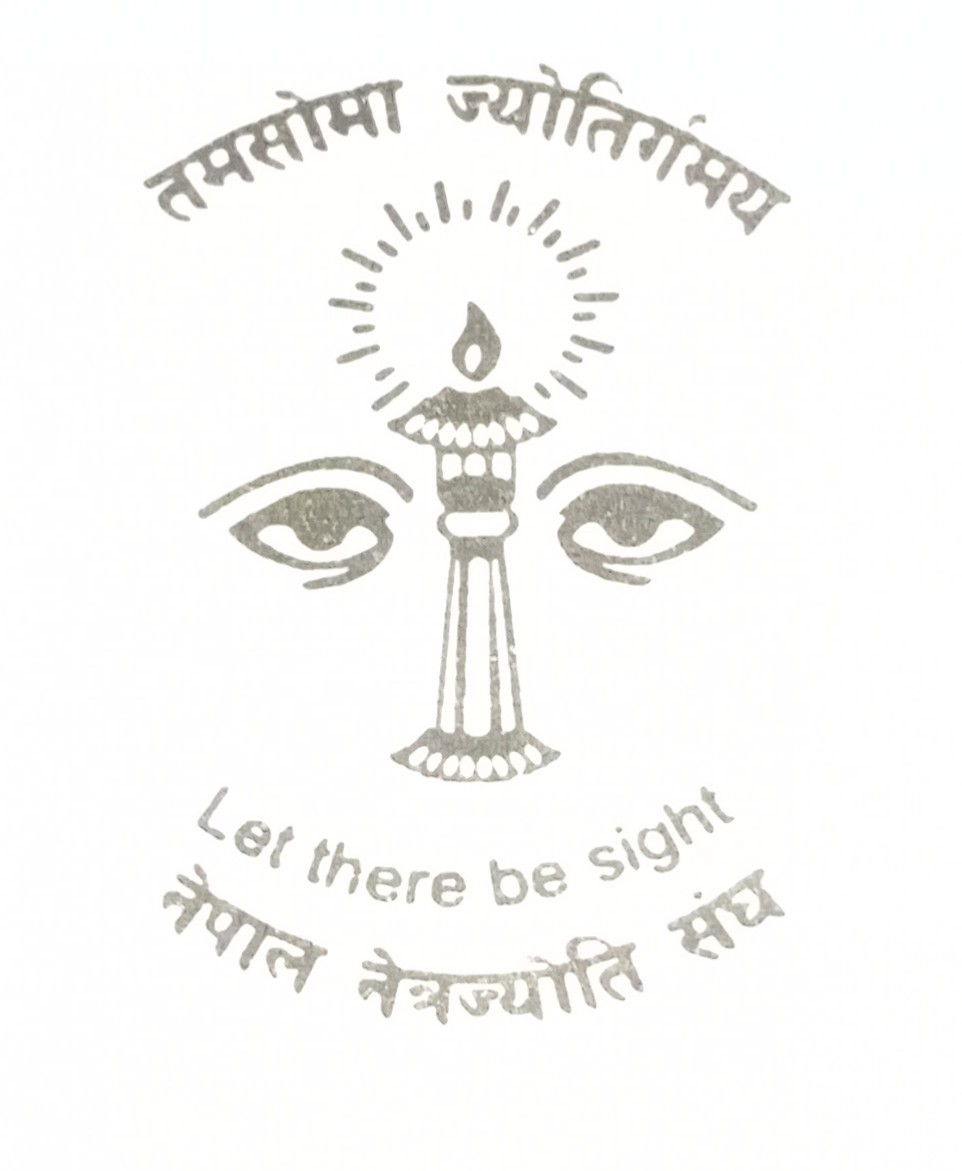
Das Mantra als Wahlspruch des Nepal Netra Jyoti Sangh

In ihrem Logo benutzen die Augenkliniken Nepals – die Nepal Netra Jyoti Sangh – das Pavamana-Mantra als Wahlspruch.
Im Jahr 1976 wurde das Pavamana-Mantra im Lied Gita von John McLaughlins Mahavishnu Orchestra verwendet. Es ist auf dem Album Inner Worlds zu hören.